# Monasterio de San Román de Hornija
El monasterio de San Román de Hornija fue fundado en el siglo VII por San Fructuoso, gracias al mecenazgo del rey Chindasvinto, que lo eligió para ser enterrado a su muerte, junto con su esposa Reciberga y perteneció a la orden de San Benito. Fue dedicado en honor de san Román, un monje benedictino, aunque tradicionalmente se atribuye su dedicación a San Román de Antioquía, mártir de la persecución de Diocleciano.

## Localización

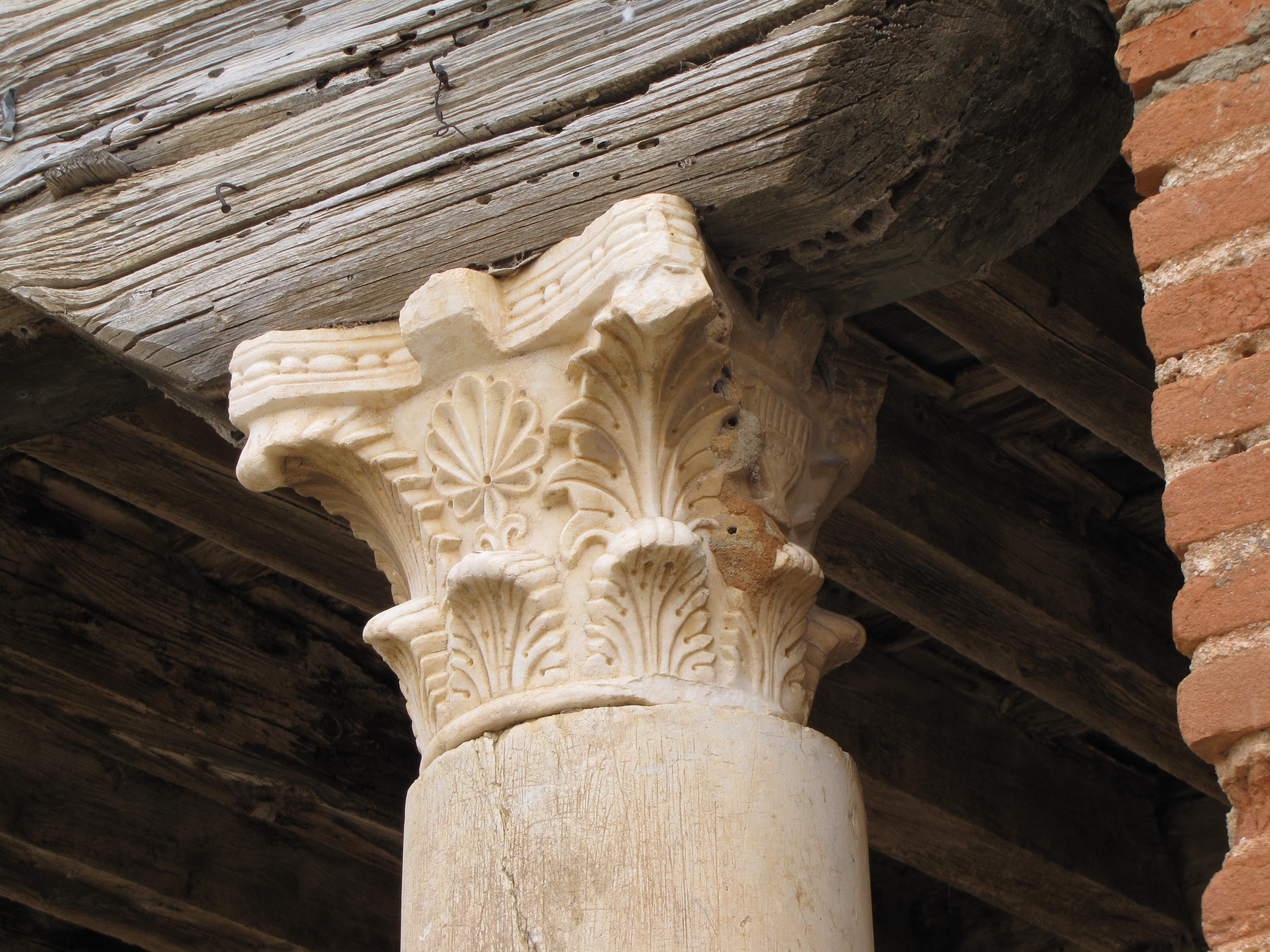
Detalle de uno de los capiteles que se conservan del monasterio.

Este monasterio está ubicado actualmente en el pueblo del mismo nombre, San Román de Hornija (Valladolid), aunque por los avatares de la historia no queda de él sino algunos restos incluidos en el recinto de la actual iglesia de San Román, cuya construcción del siglo XVIII se realizó en terrenos del antiguo monasterio, reutilizando parte de sus piedras y conservando algunos elementos ornamentales del mismo.

## Construcción, destrucción y reconstrucción
El monasterio primitivo, construido en el año 646, fue de estilo visigótico y posiblemente tenía planta de cruz latina. Según indica Yepes en su Crónica de la Orden de San Benito, debió ser construido con gran riqueza, pues se edificó para enterrar en él a uno de los reyes godos más poderosos. Dicho monasterio fue saqueado y destruido por los árabes, desde Abderramán II en el año 826 hasta Almanzor en sus algazuas, concretamente en la cuarenta y cinco del año 995. Los mozárabes que repoblaron estas tierras lo reconstruyeron hacia el año 1030, construyendo una iglesia con planta de cruz griega y estilo mozárabe, reutilizando algunas columnas y capiteles antiguos y dotándolo de los bellos capiteles corintios que aún se conservan, similares a los de otras construcciones coetáneas. Finalmente en el siglo XVIII se construyó la iglesia actual.

## Restos conservados

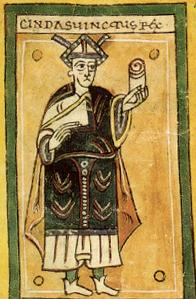
Representación en el Crónica albeldense del rey visigodo Chindasvinto, fundador del Monasterio de San Román de Hornija

Los elementos arquitectónicos y escultóricos conservados permiten hacerse una idea de la importancia de la primitiva construcción. Destacan las 5 columnas de mármol con sus capiteles, dos toscanos y tres corintios, que sustentan el porche de una construcción aneja a la iglesia, que fue casa prioral y en la que habitaron los últimos monjes que habitaron el pueblo.
Ya dentro de la actual iglesia, existen dos capiteles de considerable dimensión, uno de ellos que posiblemente fue la piedra de dedicación del templo y otro de estilo corintio, que tras su vaciado, se utilizaron como pilas de agua bendita. También destaca una columna estriada coronada por un capitel, que sustenta el púlpito, cuyas estrías cambian de dirección a mitad de la misma.
Dentro de un pequeño museo ubicado en una capilla de la actual iglesia se puede observar el sepulcro del rey Chindasvinto, fallecido el 30 de septiembre de 653, y una lápida de mármol negro, que contiene el epitafio compuesto por el obispo Eugenio de Toledo a la muerte de Reciberga, la esposa del rey, fenecida el 18 de octubre de 646. Junto a estos elementos hay varios capiteles mozárabes y algunos modillones de cierto interés. Otro elemento destacable son unas urnas ricamente decoradas, guardadas en un relicario insertado en un nicho de la iglesia, de singular valor histórico y artístico.